# Río Oldman
El río Oldman se sitúa en el sur de la provincia de Alberta, Canadá. Este río se une con el río Bow para formar el río Saskatchewan Sur.
- Datos: Q1514985
- Multimedia: Oldman River / Q1514985